# Clube Ferroviário de Maputo
Clube Ferroviário de Maputo – mozambicki klub piłkarski z siedzibą w Maputo.

## Historia
Clube Ferroviário de Maputo został założony w 1924 jako Clube Ferroviário de Lourenço-Marques. W 1931 klub odniósł pierwszy sukces zdobywając Mistrzostwo Dystryktu Lourenço Marques. W latach 1931–1958 Ferroviário wygrało te rozgrywki 14-krotnie. W 1956 Ferroviário wygrało inauguracyjną edycji mistrzostw kolonialnego Mozambiku. W latach 1956–1982 Ferroviário wygrało te rozgrywki 8-krotnie, co jest rekordem. Po zmianie nazwy miasta Lourenço Marques na Maputo klub zmienił przy tym nazwę na obecną Clube Ferroviário de Maputo w 1976. W 1979 klub po raz pierwszy zakwalifikował się do rozgrywek krajowych – Moçambola. W 1982 klub zdobył po raz pierwszy zdobył mistrzostwo Mozambiku. W latach 1982–2009 Ferroviário wygrywał te rozgrywki 9-krotnie, co wraz z Costa do Sol Maputo jest rekordem. W latach 1982–2011 Ferroviário wygrało 6-krotnie rozgrywki Taça de Moçambique.

## Sukcesy
- Mistrzostwo Mozambiku (9): 1982, 1989, 1996, 1997, 1999, 2002, 2005, 2008, 2009.
- Taça de Moçambique (6): 1982, 1989, 1996, 2004, 2009, 2011.
- Mistrzostwo kolonialnego Mozambiku (8): 1956, 1961, 1963, 1966, 1967, 1968, 1970, 1972.
- Mistrzostwo Dystryktu Lourenço Marques (14): 1931, 1932, 1934, 1935, 1936, 1939, 1942, 1947, 1949, 1950, 1951, 1954, 1955, 1958.

## Nazwy klubu
- Clube Ferroviário de Lourenço-Marques (1924–1976)
- Clube Ferroviário de Maputo (1976– )

## Reprezentanci kraju grający w klubie
| - Francisco Massinga - Hélder Pelembe - Danito Parraque - João Rafael Kapango - Otshudi Lamá - Simão Mate Junior - Momed Hagy - Dario Khan | - Jojó - Sérgio Faife Matsolo - Luís Germano Borlotes Dias - Tomás Manuel Inguana - Jorge Joaquim Messa Vulande - Paulito - José Albino - Pinto Barros |

## Trenerzy klubu
- Chiquinho Conde (201?-)